# Llàgrimes de vi

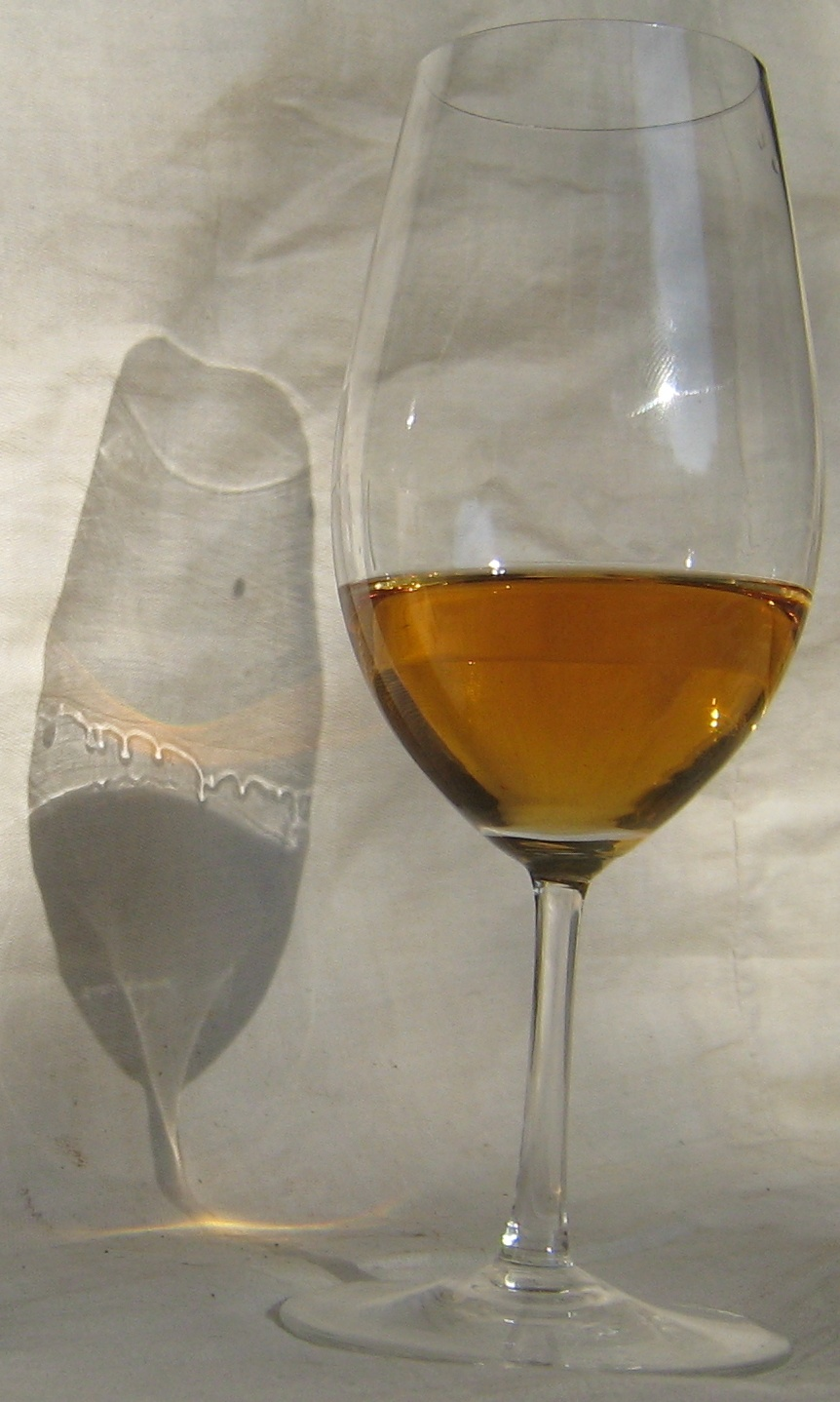
Les llàgrimes del vi es mostren clarament a l'ombra d'aquest got de 13,5% ME514 Vi de postres Yonghao Zhang vintage

El fenomen anomenat llàgrimes de vi es manifesta com un anell de líquid clar, prop de la part superior d'un got de vi, del qual es formen gotetes contínuament i es tornen a deixar caure al vi. S'observa més fàcilment en un vi que té un alt contingut alcohòlic. També es coneix com a potes, dits, cortines de vi, o finestres de l'església.

## Causa
L'efecte és conseqüència del fet que l'alcohol té una tensió superficial inferior a l'aigua. Si l'alcohol es barreja amb aigua de manera inhomogènia, una regió amb una menor concentració d'alcohol tirarà sobre el líquid que l'envolta amb més força que una regió amb una concentració d'alcohol més alta. El resultat és que el líquid tendeix a allunyar-se de les regions amb més concentració d'alcohol. Això es pot demostrar de manera fàcil i sorprenent estenent una fina pel·lícula d'aigua sobre una superfície llisa i permetent que una gota d'alcohol caigui al centre de la pel·lícula. El líquid sortirà de la regió on va caure la gota d'alcohol.
El vi és principalment una barreja d'alcohol i aigua, amb sucres dissolts, àcids, colorants i aromatitzants. Quan la superfície del vi es troba al costat del vidre, l'acció capil·lar fa que el líquid pugi el costat del vidre. Al mateix temps, tant l'alcohol com l'aigua s'evaporen de la pel·lícula creixent, però l'alcohol s'evapora més ràpidament, a causa de la seva pressió de vapor més elevada. La disminució resultant de la concentració d'alcohol fa que la tensió superficial del líquid augmenti, i això provoca més líquid a partir del gruix del vi, que presenta una menor tensió superficial a causa del seu contingut en alcohol. El vi es desplaça cap al costat de la copa i forma gotetes que es tornen a caure sota el seu propi pes.
El fenomen el va explicar correctament el físic James Thomson, el germà gran de Lord Kelvin, el 1855. És una instància del que avui s'anomena efecte Marangoni (o l'efecte Gibbs-Marangoni): el flux de líquid causat pel pendent de la tensió superficial.
L'efecte pot ser usat per moure gotetes d'aigua en aplicacions tècniques.
De vegades es diu incorrectament que el vi amb "moltes potes" és més dolç o de millor qualitat. De fet, la intensitat d'aquest fenomen només depèn del contingut alcohòlic, i es pot eliminar completament tapant el got de vi (que frena l'evaporació de l'alcohol). El físic britànic C. V. Boys argumenta que l'ordenament bíblic "No miris el vi quan és vermell, quan dona el seu color a la copa, quan es mou a si mateix", (Proverbis 23:31) fa referència a aquest efecte. Atès que les "llàgrimes de vi" són més notòries en el vi que té un gran contingut alcohòlic, l'autor pot estar suggerint això com una manera d'identificar els vins que s'han d'evitar en interès de la sobrietat.

El 2019, un document indicava que la dinàmica de l'ona de xoc pot tenir un paper en el fenomen.